# 锡河畔乌斯特
锡河畔乌斯特（法語：Aouste-sur-Sye，法語發音：[ust syʁ si]）是法国德龙省的一个市镇，位于该省中部，属于迪镇区。

## 地名
该地名“Aouste-sur-Sye”发音为[ust syʁ si]而非[aust syʁ si]，《世界地名译名词典》将其误译作“锡河畔阿乌斯特”。

## 地理
锡河畔乌斯特（44°42'57"N, 5°3'25"E）面积17.98 平方千米，位于法国奥弗涅-罗讷-阿尔卑斯大区德龙省，该省份为法国东南部内陆省份，北起顺时针与伊泽尔省、上阿尔卑斯省、上普罗旺斯阿尔卑斯省、沃克吕兹省和阿尔代什省接壤。
与锡河畔乌斯特接壤的市镇（或旧市镇、城区）包括：科博讷、克雷、迪瓦热、米拉贝勒和布拉孔、皮耶格罗-拉克拉斯特尔、苏村、苏瓦扬、叙兹。
锡河畔乌斯特的时区为UTC+01:00、UTC+02:00（夏令时）。

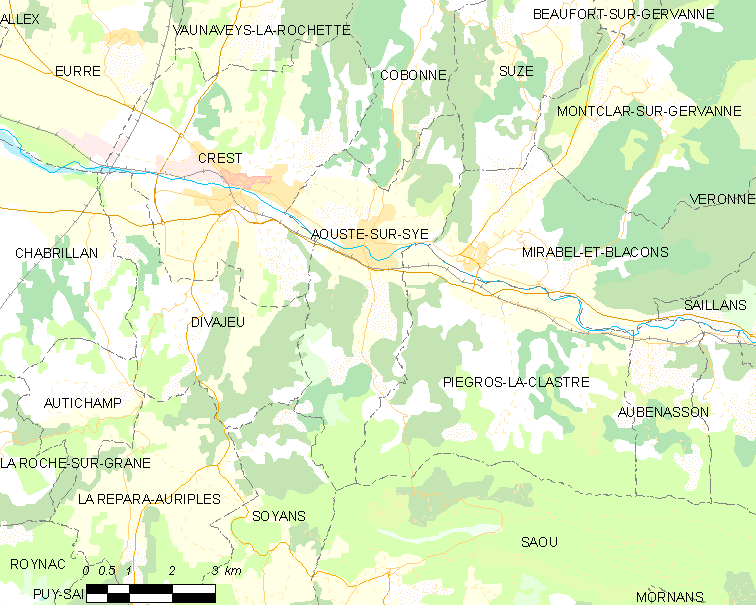
锡河畔乌斯特的OSM定位图

## 行政
锡河畔乌斯特的邮政编码为26400，INSEE市镇编码为26011。

## 政治
锡河畔乌斯特所属的省级选区为克雷县。

## 人口

1962-2008年间锡河畔乌斯特人口变化图示

锡河畔乌斯特于2022年1月1日时的人口数量为2696人。